# Арзымаматова, Асылкан
Асылкан Арзымаматова (род. 1939) — киргизская советская учительница, депутат Верховного Совета СССР.

## Биография
Родилась в 1939 году. Киргизка. Беспартийная. Образование высшее — окончила Ошский государственный педагогический институт.
С 1962 года, после окончания педагогического института, учительница. С 1972 года — учительница биологии и химии средней школы «Большевик» Алайского района Ошской области.
Депутат Совета Национальностей Верховного Совета СССР 9 созыва (1974—1979) от Алайского избирательного округа № 324 Ошской области. Член Планово-бюджетной комиссии Совета Национальностей.